# Periya Negamam
Periya Negamam è una suddivisione dell'India, classificata come town panchayat, di 7.680 abitanti, situata nel distretto di Coimbatore, nello stato federato del Tamil Nadu. In base al numero di abitanti la città rientra nella classe V (da 5.000 a 9.999 persone).

## Geografia fisica
La città è situata a 10° 43' 60 N e 77° 5' 60 E e ha un'altitudine di 320 m s.l.m..

## Società

### Evoluzione demografica
Al censimento del 2001 la popolazione di Periya Negamam assommava a 7.680 persone, delle quali 3.889 maschi e 3.791 femmine. I bambini di età inferiore o uguale ai sei anni assommavano a 761, dei quali 395 maschi e 366 femmine. Infine, coloro che erano in grado di saper almeno leggere e scrivere erano 5.113, dei quali 2.908 maschi e 2.205 femmine.